# ヴァルター・フォルストマン
ヴァルター・フォルストマン（Walter Forstmann、1883年3月9日－1973年9月2日）は、ドイツの軍人。第一次世界大戦で潜水艦Uボート艦長を務め、146隻、384,304トンを沈めた。これは同じくUボート艦長のロタール・フォン・アルノー・ド・ラ・ペリエールに次ぐ戦績であり、この記録は現在に至るまでフォン・アルノー・ド・ラ・ペリエール以外の誰にも破られてはいない。
エッセン・ヴェルテン出身。1917年にU-39の艦長となる。ジブラルタル海峡で連合国の船舶を2日間だけで20,000トン沈めた。この中には日本の船舶も含まれている。その後もイタリアなどで次々と連合国の船舶を沈めた。戦後は回顧録「Auf Jagd im Mittelmeer」を書いた。1929年から1933年にはドイツ人民党のデュイスブルクの代表となった。ナチ政権から敗戦後の連合軍占領期までの1935年から1950年にかけてルール地方の工場地帯の住宅生活協同組合の委員会メンバーをしていた。第二次世界大戦中に軍務に復帰し、オスナブリュックやコペンハーゲンなどの海軍司令官を務めた。1942年7月に海軍大佐（Kapitän zur See）に昇進。敗戦とともに軍務を退いた。 